# Millers Flat
La ville  de Millers Flat est une petite localité d’environ 200 habitants située dans l’intérieur de la région d’Otago, dans l’Île du Sud de la Nouvelle-Zélande.

## Situation
Elle est localisée sur le trajet du fleuve Clutha, à 17 kilomètres au sud de la ville de Roxburgh.
L’essentiel de la ville siège sur la rive nord du fleuve Clutha;

## Activités économiques
La culture des fruits est la principale industrie de la région.

## Accès
La principale route: la route State Highway 8 (en) passe tout près des berges du fleuve.
L’embranchement du chemin de fer de la branche de Roxburgh (en) passe aussi à travers la ville. Il fut ouvert jusqu’au niveau de Millers Flat en 1925 et fut le terminus pendant environ 2 ans et demi, jusqu’à ce que la section de Roxburgh soit ouverte.
La ligne fut fermée en 1968, quoique la gare de la ville et certaines infrastructures du chemin de fer existent encore.

## Toponymie
Millers Flat était initialement appelé  Ovens Hill.
Son nom actuel a été donné en l’honneur du premier colon européen, Walter Miller, qui exploitait une ferme dans ce secteur aux environs de 1849.

## Monuments
Le pont de “Millers Flat Bridge” fut conçu par 'Robert Hay' (1847 à 1928) et sa construction débuta en 1897. Il fut ouvert en 1899.
Situé à approximativement à 8 km en aval de 'Millers Flat' sur le cours du fleuve  Clutha, on trouve les restes de “ Horseshoe Bend Gold Diggings”, maintenu largement mis en mémoire par l’histoire de 'Somebody's Darling' et de 'Lonely Graves'.
Au début de 1865, le corps d’un jeune homme fut découvert à ‘Rag Beach’, en amont et sur le côté opposé du fleuve, sur le site actuel de «Lonely Graves».
Une enquête conduite le 22 février 1865 au niveau de l’hôtel dit le “Horseshoe”, détermina que le corps était celui de "Charles Alms", qui était tombé dans la rivière à "Mutton Town Creek", soit à une distance considérable en amont.
Alms, un bouvier de Nevis, qui avait suivi du bétail traversant à la nage la rivière, avait été éjecté de son cheval et emporté au-delà.
Le corps fut enterré dans une tombe sans indication et le site de la tombe oublié.
Plus tard, la même année, un mineur nommé William Rigney arriva à Horseshoe Bend, et avec John Ord érigea un monument en pierres grossières de manuka autour de la tombe auparavant anonyme.
Rigney obtint une pièce de pin noir comme simple pierre tombale.
Avec un burin de 4 inch, il inscrivit les mots suivants "Somebody's Darling est étendu, enterré ici."
En 1903, une pierre tombale en marbre fut érigée.
"William Rigney" décéda en 1912 et fut enterré à côté de  "Somebody's Darling " , , ,.